# Comarca de los Montes de Toledo
La Comarca de los Montes de Toledo es una comarca perteneciente a la provincia de Toledo, Castilla-La Mancha, España. Con capital en Los Yébenes se sitúa en la parte sur de la provincia, lindando al norte con La Sagra toledana, al este con La Mancha Alta de Toledo, al oeste con La Jara y al sur con Montes Norte, este último de la provincia de Ciudad Real. Cuenta con 70 832 habitantes (INE 2015).
Existe una división histórica en la que una parte de los Montes de Toledo pertenece a la provincia de Toledo y otra parte a la provincia de Ciudad Real (Comarca Montes).
Esta división se remonta al siglo XIX, específicamente con la división provincial de España realizada en 1833 por el ministro Javier de Burgos. Fue en ese momento cuando se crearon las actuales provincias, y se distribuyeron los territorios comarcales de forma que los Montes de Toledo quedaron repartidos entre las dos provincias: la parte norte integrada en la provincia de Toledo, y la parte sur integrada en la provincia de Ciudad Real.

## Geografía

### Relieve
Los núcleos de población escapan buscando el llano, la nava, o se quedan a media ladera, como sucede con Los Yébenes. Supone la comarca una alteración en el perfil generalmente llano de la provincia y otro tanto sucede en lo que a flora y fauna se refiere. De la altitud media de Toledo, 600/700 m s. n. m., se pasa bruscamente a las alturas aisladas del pico de Noez (1.035 m s. n. m.) o el de Layos (1.084 m s. n. m.), sin contar la parte más elevada de la cordillera propiamente dicha, cerro del Castillejo (1.203 m s. n. m.), en Los Yébenes. Sierra: San Pablo de los Montes.
La cota más alta esta en el Corral de Cantos (Hontanar) con 1418 metros de altitud.

### Hidrografía
En esta comarca nace el Río Algodor el Arroyo Guajaraz y corre el Torcón en busca del Tajo, del que son afluentes.

### Flora y Fauna
Por los valles, rañas, laderas y frondosidades, berrea el ciervo en las noches de celo, se esconde el jabalí entre las carrascas y no faltan linces y garduñas, turones, zorros, comadrejas, etc sobre un paisaje de encinas, quejigos, alcornoques, rebollos, jaras y brezos.

### Clima
El clima de esta comarca es el general de la provincia y aún de la región, matizado únicamente porque las mayores alturas suponen un descenso, aunque ligero, de las temperaturas. Por la misma razón las nieves son más frecuentes también que en La Jara, La Sagra o La Mancha, pero poco duraderas. Los vientos dominantes son los del sudeste; en primavera y otoño también corren ponientes y en invierno los del norte.
| Parámetros climáticos promedio de La Comarca de los Montes de Toledo (Datos de San Pablo de los Montes)                                                                                  | Parámetros climáticos promedio de La Comarca de los Montes de Toledo (Datos de San Pablo de los Montes) | Parámetros climáticos promedio de La Comarca de los Montes de Toledo (Datos de San Pablo de los Montes) | Parámetros climáticos promedio de La Comarca de los Montes de Toledo (Datos de San Pablo de los Montes) | Parámetros climáticos promedio de La Comarca de los Montes de Toledo (Datos de San Pablo de los Montes) | Parámetros climáticos promedio de La Comarca de los Montes de Toledo (Datos de San Pablo de los Montes) | Parámetros climáticos promedio de La Comarca de los Montes de Toledo (Datos de San Pablo de los Montes) | Parámetros climáticos promedio de La Comarca de los Montes de Toledo (Datos de San Pablo de los Montes) | Parámetros climáticos promedio de La Comarca de los Montes de Toledo (Datos de San Pablo de los Montes) | Parámetros climáticos promedio de La Comarca de los Montes de Toledo (Datos de San Pablo de los Montes) | Parámetros climáticos promedio de La Comarca de los Montes de Toledo (Datos de San Pablo de los Montes) | Parámetros climáticos promedio de La Comarca de los Montes de Toledo (Datos de San Pablo de los Montes) | Parámetros climáticos promedio de La Comarca de los Montes de Toledo (Datos de San Pablo de los Montes) | Parámetros climáticos promedio de La Comarca de los Montes de Toledo (Datos de San Pablo de los Montes) |
| Mes | Ene. | Feb. | Mar. | Abr. | May. | Jun. | Jul. | Ago. | Sep. | Oct. | Nov. | Dic. | Anual                                                                                                   |
| --- | --- | --- | --- | --- | --- | --- | --- | --- | --- | --- | --- | --- | --- |
| Temp. media (°C) | 4.6 | 5.5 | 7.5 | 10.9 | 15.0 | 19.6 | 23.9 | 23.4 | 18.6 | 12.6 | 8.2 | 4.9 | 12.9 |
| Precipitación total (mm) | 107.4                                                                                                   | 131.4                                                                                                   | 94.2 | 71.9 | 64.2 | 51.7 | 17.9 | 5.8 | 42.1 | 79.1 | 79.2 | 96.5 | 841.5                                                                                                   |
| Fuente: Ministerio de Agricultura, Alimentación y Medio Ambiente. Datos de precipitación para el periodo 1964-1981 y de temperatura para el periodo 1969-1983 en San Pablo de los Montes | | | | | | | | | | | | | |

## Demografía
Los municipios de los Montes de Toledo sufren una despoblación como muchas zonas rurales de España. Esto es especialmente cierto para las zonas del sur, como Marjaliza o Hontanar. Al norte, en cambio, se está viviendo el mayor crecimiento de su historia, como en el caso de Nambroca, Burguillos, Cobisa o Argés.
Por más que la capital de la comarca sea Los Yébenes, este no es ni siquiera el segundo más poblado. El municipio más poblado de la comarca es Sonseca, siendo el único que supera los 10 mil habitantes. Seguido de lejos está Argés, superando los 6000. Solo en la tercera posición encontramos a Los Yébenes, que también está decreciendo y ha bajado de los 6000 habitantes. 

## Economía
Si Toledo es una de las provincias más privilegiadas de España en materia de caza, y los Montes de Toledo la comarca toledana de mayor riqueza cinegética, es fácil deducir que cuando el cazador llega aquí ha encontrado su paraíso. 

Miguel Ángel Ortega ha resumido así las variedades y formas de la caza: 
"El venao se caza según los métodos de montería, rececho y berrea; el jabalí, montería, batida y espera; la liebre, en mano, con galgo o caballo; el conejo, en mano y con perro; la perdiz, y en especial la perdiz roja, el principal atractivo turístico cinegético, se caza según el método de ojeo, la forma más atractiva de practicar la caza menor". El sitio más destacado de la caza en los Montes de Toledo es, sin duda, el coto llamado "Los Quintos de Mora".
En cuanto a la pesca, la comarca cuenta con algunos embalses perfectos para realizar esta práctica como son el del Río Torcón y el del Arroyo Guajaraz.

## Cultura

### Gastronomía
No difiere mucho la gastronomía propia de la comarca de los Montes de Toledo -pistos, gazpachos, cocidos, migas, gachas-, de la que es general de toda la provincia, únicamente habrá que dejar constancia especial del consumo de carne de venao, ya fresca y reciente, ya adobada y conservada en embutidos. Destaca esta carne en Las Ventas con Peña Aguilera. Destaca también, el aceite de la Comarca de los Montes de Toledo con Denominación de Origen "Aceites Montes de Toledo". Las dos formas de preparación son frecuentes; en el primer caso, en salsa y con bastante picante y en la segunda modalidad y alternando con la carne de jabalí, en los chorizos "de monte", también picantes y bravíos.
El hacer esta particular observación no excluye la bondad de otras carnes de caza, la perdiz sobre todo, de la que se da medida conveniente para su consumo en la obra de Rojas Zorrilla "García del Castañar" cuando se advierte que "para dos perdices, dos". Alcanzan buena calificación las frutas de Marjaliza -guindas y cerezas- y las hortalizas de Los Yébenes. Destacan en el capítulo de los postres las "marquesitas" y "mazapán" de Ajofrín y de Sonseca; en Polán "lenguas de obispo".

### Artesanía
Lo más sobresaliente y peculiar de la artesanía de los Montes de Toledo son, sin duda, las armaduras medievales y renacentistas que se hacen en Guadamur y la característica cerámica de Cuerva, única en su género.
Pero también hay que hablar de la taxidermia de San Pablo de los Montes, Los Yébenes, Guadamur y Ajofrín; el trabajo de la madera en Sonseca, Argés, Cobisa, Cuerva y Navahermosa; de las labores en pieles y cueros en Urda, Polán, Los Yébenes y Las Ventas con Peña Aguilera; la fabricación de alfombras en Orgaz, Cuerva, Los Yébenes; los marmolistas y picapedreros de Menasalbas y Las Ventas con Peña Aguilera, lugar del que proceden las piedras usadas para la construcción del Alcázar de Toledo.

### Folclore
Dentro del folclore comarcal, destacan por su singularidad las danzas realizadas en el Auto de Navidad de Marjaliza. Los danzantes recitan unas cuartetas y ejecutan unas danzas de palos y castañuelas. Todo parece indicar que antaño estas danzas se acompañaban de dulzaina y tamboril.
Igualmente cabe señalar manifestaciones festivas como la Fiesta de La Maya o de las Mayas que aún se mantiene viva en algunos pueblos de la zona. Es el caso de la localidad de Orgaz o Menasalbas y en menor medida en Pulgar y Cuerva.
Otras fiestas o celebraciones de la comarca son la fiesta de la vaca celebrada en San Pablo de los Montes el 25 de enero que está declarada Fiesta de Interés Turístico Regional. La celebración de la Encamisada en Menasalbas es digno de mención, así como las diversas celebraciones en honor de los patrones/as, Cristos, Vírgenes,... de los distintos municipios de la comarca de los Montes de Toledo. Celebración de Romerías como la del Milagro en Las Ventas con Peña Aguilera y Navahermosa y Hontanar.

## Lugares de interés
Tierras estas que un remoto ayer fueron patrimonio de colmeneros y pastores, cazadores y ballesteros. Conserva la comarca algunos castillos, -Orgaz, Cuerva, Navahermosa, San Martín de Montalbán, Guadamur, Polán, Gálvez , Almonacid de Toledo, Castillo de las Guadalerzas- y en sus zonas más altas y escondidas, un paisaje agreste que evoca el áspero territorio que fue del rey Fernando III el Santo, antes de pertenecer a la ciudad de Toledo.
La Comarca cuenta con numerosísimos restos visigodos muchos de ellos muy bien conservados y/o restaurados como es el caso de la ermita visigoda de Santa María de Melque del S.VI-VII en el municipio de San Martín de Montalbán, los restos encontrados en Arisgotas, pedanía del municipio de Orgaz, Casalgordo, pedanía de Sonseca y, sobre todo, los restos hallados del Tesoro de Guarrazar en Guadamur. En el sitio de Melque se ha restaurado la ermita creando un Centro de Interpretación de la Cultura Visigoda y en Arisgotas existe un Museo de Arte Visigodo.
Cabe señalar también:
- El castillo Almenas del Cid de Almonacid de Toledo.
- La Ermita visigoda de Santa María de Melque en San Martín de Montalbán.
- Centro de Interpretación y el Castillo en San Martín de Montalbán.
- La Iglesia Parroquial de San Martín de Montalbán.
- La Torre Tolanca de origen árabe en Sonseca
- El Palacio de los Condes de Mora en Layos del siglo XV declarado Bien de Interés Cultural.
- El Embalse del Río Torcón en los términos municipales de Navahermosa y Menasalbas.
- La Iglesia Parroquial, el castillo de Orgaz.
- La Villa ha sido declarada en el 2004 Bien de Interés Cultural con categoría de "Conjunto Histórico". Así mismo, los restos visigodos de Arisgotas.
- Finca "El Borril" (Diputación Provincial de Toledo)en Polán: Aula de Naturaleza y Centro de Interpretación de la Comarca.
- La Ermita de Nuestra Señora de la Natividad, siglos XIII–XIV, estilo mudéjar en Guadamur.
- La Alcantarilla (Mazarambroz): restos de una presa romana en el Arroyo Guajaraz que pudo ser construida en el siglo I, que abasteció de agua a la ciudad de Toledo durante la época romana.
- El puente romano del Arroyo Guajaraz en Mazarambroz.
- Las fábricas de muebles y mazapán, Torre Tolanca, sepulturas y presa romana, en Sonseca.
- La cerámica, la Iglesia Parroquial y el Colegio de Gramáticos de Cuerva.
- El Castillo del siglo XV, el Museo de Artes y Costumbres Populares y la forja de armaduras, en Guadamur.
- La fiesta del Cristo de Urda.
- La Torre Cervatos de Argés.
- Colección pictórica de Guerrero Malagón.
- El mercado de ganados, los días 6 y 26 de cada mes, en Menasalbas, así como el despoblado de Jumela.
- El embalse del Arroyo Guajaraz en Argés, Layos y Casasbuenas.
- Las pinturas rupestres, molinos y el Castillo de las Guadalerzas de Los Yébenes.
- El castillo de Gálvez, del siglo XIII.
- Yacimiento El Vizcaíno y mausoleo de Layos yacimiento arqueológico, declarado Bien de Interés Cultural en el año 2007.
- El Valle del Chorrito, el molino y el entorno natural y patrimonial de Las Ventas con Peña Aguilera.
- La Ermita de San Blas en Burguillos de Toledo del siglo XII.
- La Mina de Plomo de Mazarambroz o Mina de Layos que se encuentra situada en los términos municipales de Mazarambroz y Layos que se ve perfectamente desde la CM-4013 en el tramo entre Layos y Pulgar.
- Su artesanía de la piel y la gastronomía lo caracteriza.
- El parque natural y aguas termales de San Pablo de los Montes.
- El Puente romano de La Canasta en San Martín de Montalban.
- El Campo de Golf de Layos.
- El Palacio de El Castañar que se encuentra en la finca de El Castañar, en el municipio de Mazarambroz, de principios del siglo XX y sin duda uno de los Palacios más bonitos de la provincia.
- La pedanía de Casalgordo en Sonseca
- Restos del Castillo(portón, torres), Iglesia Parroquial de San Pedro y San Pablo, Casa de las Columnas de Polán.
- El despoblado de Malamoneda en el término municipal de Hontanar con los restos de una torre vigía y un castillo además de varias sepulturas excavadas en piedra.

## Municipios
| Municipio                    | Población | Superficie | Densidad |
| ---------------------------- | --------- | ---------- | -------- |
| Sonseca                      | 11.084    | 59,56      | 179,41   |
| Los Yébenes                  | 6.132     | 677,46     | 9,36     |
| Argés                        | 6.000     | 23,74      | 181,48   |
| Nambroca                     | 4.442     | 82,02      | 36,17    |
| Cobisa                       | 4.154     | 14,48      | 221,45   |
| Navahermosa                  | 3.878     | 129,79     | 32,43    |
| Polán                        | 3.851     | 158,70     | 23,68    |
| Gálvez                       | 3.187     | 55,00      | 61,51    |
| Burguillos de Toledo         | 3.028     | 28,49      | 69,96    |
| Urda                         | 2.830     | 217,82     | 14,53    |
| Menasalbas                   | 2.814     | 179,44     | 17,87    |
| Orgaz                        | 2.738     | 154,48     | 17,68    |
| Ajofrín                      | 2.314     | 35,10      | 64,92    |
| San Pablo de los Montes      | 1.910     | 100,05     | 22,81    |
| Guadamur                     | 1.864     | 38,23      | 46,41    |
| Pulgar                       | 1.603     | 38,60      | 37,82    |
| Cuerva                       | 1.400     | 37,51      | 37,88    |
| Mazarambroz                  | 1.287     | 216,02     | 6,08     |
| Las Ventas con Peña Aguilera | 1.206     | 140,09     | 9,64     |
| Noez                         | 926       | 34,22      | 28,26    |
| Almonacid de Toledo          | 885       | 95,78      | 8,49     |
| San Martín de Montalbán      | 800       | 133,03     | 5,62     |
| Layos                        | 644       | 18,39      | 20,55    |
| Villaminaya                  | 559       | 21,28      | 27,54    |
| Mascaraque                   | 479       | 65,61      | 7,55     |
| Manzaneque                   | 391       | 12,22      | 37,23    |
| Totanés                      | 386       | 26,04      | 16,01    |
| Marjaliza                    | 278       | 65,80      | 4,59     |
| Chueca                       | 269       | 11,12      | 22,93    |
| Casasbuenas                  | 208       | 30,46      | 7,62     |
| Hontanar                     | 156       | 151,77     | 0,87     |